# Pedrocortesella leei
Pedrocortesella leei är en kvalsterart som beskrevs av Hunt 1996. Pedrocortesella leei ingår i släktet Pedrocortesella och familjen Licnodamaeidae. Inga underarter finns listade i Catalogue of Life.